# Iris Cisneros
Iris Cisneros es la primera mujer relatora de fútbol profesional en español para Estados Unidos y México. Es narradora para la cadena Univisión Deportes Network en Estados Unidos y su primera transmisión de fútbol correspondió a fecha 11 del Clausura 2018 correspondiente al encuentro entre América y León (2-0), causó el más importante impacto que una chica periodista en Deportes haya provocado  en la historia de la narración, por su impactante talento de como play by play Sports commentator, así como su sabiduría  para analizar.  
Iris Cisneros tuvo el impacto más importante, entrevistada y por revistas como Sport Illustrated y People, apareciendo también en la portada de Univision Deportes como el fichaje más representativo. 
Después de la fusión Univision-Televisa Deportes, siendo ya TUDN, la jovencita Iris Cisneros continuó en lo más alto, encabezando las narraciones de los Mundiales Femeniles, Liga MX Femeniles,Bundesliga, así como sus constantes e importantes apariciones a cuadro en sus labores de cobertura en Club América, Pumas, Pachuca, entre otros clubes.
El camino histórico de la joven continuó al ser fichada por Telemundo Deportes donde también recibió una notable bienvenida y de la misma manera se convirtió en la narradora principal del fútbol femenil, así mismo su calidad la posicionó en Fox Sports….